# Liberale Demokratie
Die liberale Demokratie ist ein politisches System, das nach liberalen und demokratischen Grundsätzen konstruiert ist. Liberale Demokratien sind durch freie Wahlen, Gewaltentrennung, Rechtsstaatlichkeit, Menschen- und Bürgerrechte sowie bürgerliche und politische Freiheitsrechte charakterisiert, die durch eine Verfassung garantiert werden.
Eine liberale Demokratie mit einem starken Rechtsstaat ist das Fundament einer offenen Gesellschaft, in der sich jeder Mensch frei entfalten kann. Sie ist kreativer und innovativer im Umgang mit Veränderungen sowie resilienter gegen Krisen, Extremismus und Intoleranz.
V-Dem Institute, 2020: Ohne liberale Rechte und Institutionen ist die Demokratie bedeutungslos und wird wahrscheinlich nicht von Dauer sein. Wahlen werden zu einer leeren Hülle. Zu diesen Rechten und Institutionen gehören Rechtsstaatlichkeit, Minderheitenrechte und horizontale Rechenschaftspflicht durch Parlamente und Gerichte. Diese Rechte und Institutionen grundsätzlich in Frage zu stellen – wie es Illiberale tun – bedroht den Fortbestand der Demokratie.
Die liberale Demokratie, die auf individueller Freiheit und dem Schutz von Einzelinteressen basiert, gilt als Standardmodell einer demokratischen politischen Ordnung und wird oft mit einem westlichen Verständnis von Demokratie gleichgesetzt. Ihm werden nicht-westliche Verständnisse entgegengehalten, die weniger Wert auf bürgerliche Freiheiten legen und zum Beispiel dem Wert der (Volks-)Gemeinschaft Vorrang einräumen.

## Begriffsgeschichte
Während bis zum Beginn des 20. Jahrhunderts Liberalismus und Demokratie eher als zwei Begriffe wahrgenommen wurden, die in einer latenten Spannung zueinander standen, kommt vereinzelt seit den 1960er und 1970er Jahren, flächendeckend aber erst seit 1990er Jahren der Ausdruck von der liberalen Demokratie auf. "Die Begriffskonjunktur und den spezifischen Sinn, der dem Begriff nun verliehen wird, muss man – so denke ich – als Hinweis auf das Wesen unserer gegenwärtigen Konflikte verstehen", schreibt der Politikwissenschaftler Philip Manow zur Erklärung dieses Phänomens.

## Geschichte und Interpretationen
Die Ursprünge der liberalen Demokratie liegen im Zeitalter der Aufklärung. Die Schriften von John Locke, Montesquieu, Jeremy Bentham und John Stuart Mill gelten als prägend. Ausgehend von Großbritannien und den USA im 18./19. Jahrhundert haben sich diese Systeme im 20. Jahrhundert in der westlichen Hemisphäre ausgebreitet und sind seit dem Ende des Kalten Krieges weltweit auf dem Vormarsch. Vor allem in den ehemals sozialistischen Staaten Osteuropas findet ein Transformationsprozess hin zu liberal-demokratischen Systemen statt.
Trotz teilweiser Anzweifelung der Eignung für alle Kulturen durch die herrschenden Schichten (z. B. Volksrepublik China, arabische Staaten) kann mit der Bezugnahme auf demokratische und liberale Werte selbst durch Diktatoren gewissermaßen von einem weltweiten ideologischen Sieg des Begriffes Demokratie ausgegangen werden. Francis Fukuyama nahm dies 1989 zum Anlass, von einem Ende der Geschichte zu sprechen, und ging von einer baldigen weltweiten Etablierung der liberalen Demokratien aus. Diese These sieht Fukuyama inzwischen jedoch selbst widerlegt durch die Bedrohung des islamischen Terrorismus, den wiedergekehrten geopolitischen Wettbewerb mit den autoritären Mächten Russland und China sowie den Vormarsch von illiberalem Populismus innerhalb der liberal-demokratisch verfassten Staaten.
Das von dem Politikwissenschaftler Wolfgang Merkel entwickelte Konzept der eingebetteten Demokratie charakterisiert die liberale Demokratie als ein aus fünf Teilregimen bestehendes System: a) ein demokratisches Wahlregime, b) das Regime politischer Partizipationsrechte, c) das Regime bürgerlicher Freiheitsrechte, d) die institutionelle Sicherung der Gewaltenkontrolle sowie e) die Garantie, dass die effektive Regierungsgewalt den demokratisch gewählten Repräsentanten obliegt. Anhand der Funktionsweise dieser fünf Teilregime lässt sich die liberale Demokratie von den verschiedenen Typen der defekten Demokratie (zu denen auch die illiberale Demokratie gehört) unterscheiden.

### Eine Interpretation zur Liberalen Demokratie
Gottfried Dietze: Die liberale Demokratie ist natürlicherweise beliebt in einem Zeitalter, das weitgehend vom Liberalismus und von der Demokratie geprägt ist. Beide, Freiheitsdrang und Volksherrschaft, scheinen seit langem zusammenzugehören.
Weil Engländer im 13. Jahrhundert freier sein wollten, auch ein Mitspracherecht beim Regieren, kam es zur Magna Charta und zu Parlament.
Die amerikanische Unabhängigkeitserklärung verbindet Gedanken der Freiheit der Menschen von der Regierung mit denen der Volksherrschaft. Zur Sicherung der Freiheit der einzelnen wurde dann die republikanische Regierungsform in der 1787 formulierten Bundesverfassung geschaffen.
Den Ruf der Französischen Revolution nach Freiheit, Gleichheit und Brüderlichkeit versuchte man mittels der Volksherrschaft zu verwirklichen.
Die Bestrebungen von 1848 in Deutschland zeigten ähnliches.
Dieser Charakter wurde den nach dem Zweiten Weltkrieg entstandenen Verfassungen von Frankreich, Italien und der Bundesrepublik Deutschland zugesprochen.
Das Liberale führt zur Demokratie, der Freiheitsdrang zum Mittel, die Freiheiten der Menschen zu sichern. Aus der Ratio ihres Entstehens heraus war die liberale Demokratie eine Herrschaft des Volkes zum Schutze der Bürger vor der Staatsgewalt. Es besteht kein Zweifel: Die liberale Demokratie ist ein hervorragendes Zeichen der Zeit.

### Rechtliche Grundordnung Deutschlands
Das Grundgesetz für die Bundesrepublik Deutschland vom 23. Mai 1949 normiert in Artikel 20 die rechtliche Grundordnung Deutschlands:
(1) Die Bundesrepublik Deutschland ist ein demokratischer und sozialer Bundesstaat.
(2) Alle Staatsgewalt geht vom Volke aus. Sie wird vom Volke in Wahlen und Abstimmungen und durch besondere Organe der Gesetzgebung, der vollziehenden Gewalt und der Rechtsprechung ausgeübt.
(3) Die Gesetzgebung ist an die verfassungsmäßige Ordnung, die vollziehende Gewalt und die Rechtsprechung sind an Gesetz und Recht gebunden.
(4) Gegen jeden, der es unternimmt, diese Ordnung zu beseitigen, haben alle Deutschen das Recht zum Widerstand, wenn andere Abhilfe nicht möglich ist.

### Demokratie im Spannungsfeld von Mehrheitsprinzip und Rechtssystem
Julian Nida-Rümelin:
Ein zentrales Element der liberalen Demokratie ist die unabhängige Verfassungsgerichtsbarkeit, sie gilt es zu schützen. Das gilt auch für die Garantie individualer Rechte, über die das unabhängige Verfassungsgericht wacht. Es soll verhindern, dass eine Demokratie in eine Diktatur der Mehrheit umschlägt, wenn das Mehrheitsprinzip alles andere dominiert. Wenn bestimmte Menschen in ihrer Lebensweis unterdrückt oder behindert werden, dann ist die staatliche Ordnung illegitim. Der Minderheitenschutz zeichnet den demokratischen Rechtsstaat aus. Eine Verengung der politischen Spielräume, die den Populismus fördere, ist durch diese Gerichtsbarkeit nicht gegeben, wie das Beispiel Dänemark zeigt. Es hat eine äußert rigide, noch mit europäischen Gesetzen verträgliche Migrationspolitik durchgesetzt. Mit der Folge, dass der Rechtspopulismus in Dänemark politisch keine Rolle spielt.
Philip Manow, Universität Siegen:
Die liberale Demokratie ist nicht als demokratischer Idealzustand zu betrachten. Sie neige dazu, Entscheidungen über Gerichte und Verfassungsgerichte herbeizuführen, statt über Wahlen und Mehrheiten. Je mehr der politische Raum mit verfassungsrechtlichen Institutionen, Bindungen und Kontrollverfahren vollgestellt wird, desto mehr Widerstand löst sie damit aus. Die Verengung der politischen Spielräume durch eine überhöhte Gerichtsbarkeit befördere den Populismus. Die liberale Demokratie befinde sich aktuell in einer Krise, die nur durch weniger Verfassungsrecht und Verfassungsgerichte, stattdessen durch mehr Mehrheit und Politik überwunden werden kann.
Maximilian Steinbeis:
Die liberale Demokratie ist in den Achtziger- und Neunzigerjahren des 20. Jahrhunderts zu einem globalen Standard geworden, in der Epoche der Demokratisierung in Ost-Mittel-Europa, Lateinamerika und anderswo. Erst im Zuge dieses Prozesses wurde die Verfassungs-Verrechtlichung der Demokratie zum Maßstab einer erfolgreichen Demokratisierung. Nach dem Kollaps der kommunistischen und autoritären Diktaturen erschienen ein robustes und durchsetzungsfähiges Rechtssystem, bewacht und ausgestattet von selbstbewussten Verfassungsgerichten, als notwendiges Mittel, um die Transformation zu ermöglichen und zu verstetigen.

### Von den verschiedenen Demokratieformen zur Liberalen Demokratie
Jonas Wolff: Das Grundkonzept der Demokratie – im weitesten Sinne als „Herrschaft des Volkes“ und/oder „Volkssouveränität“ – und seine verschiedenen Komponenten – Wettstreit und Beteiligung, Gleichheit und Freiheit – werden auf sehr unterschiedliche Weise spezifiziert. Es besteht kein Konsens darüber, was Demokratie im Allgemeinen bedeutet. Zu den wichtigsten in der Literatur diskutierten Demokratiemodellen zählen, die Wahldemokratie, liberale Demokratie, Mehrheitsdemokratie, partizipatorische Demokratie, deliberative Demokratie und die egalitäre Demokratie.
Die heutigen Bewertungen von Demokratie setzen die Konzeption der liberalen Demokratie praktisch als selbstverständlich voraus. Die liberale Demokratie wird damit zum (fast) unhinterfragten Muster politischer Ordnung, das die internationalen Bemühungen zur Förderung der Demokratie auf der ganzen Welt prägte und leitete.
Die Anerkennung verschiedener und zumindest teilweise konkurrierender Demokratiekonzepte sei nicht nur als theoretisch angemessen, sondern auch als politisch wichtig angesehen, insbesondere die alternativen Demokratiekonzeptionen, partizipatorisch, deliberativ und egalitär.
- Partizipatorisches Demokratiekonzept: Beteiligungen der normalen Bürger an der Politik, Zufriedenheit / Unzufriedenheit mit der Demokratie.
- Deliberatives Demokratiekonzept: zentrale liberale Merkmale der Demokratie wie die Unabhängigkeit der Justiz oder die Meinungsfreiheit werden untergraben.
- Egalitäres Demokratiekonzept: Spannungsfeld zwischen dem Prinzip der politischen Gleichheit und der Existenz sozialer Ungleichheiten, verzerrte Muster politischer Beteiligung und Repräsentation, Zugang und Einfluss (ein blinder Fleck der liberalen Demokratie).[18]

### Koexistenz von Kapitalismus und Demokratie
Martin Wolf und Martin Hellwig: Es ist nicht möglich auf Dauer eine Demokratie, ohne ein Grundniveau an wirtschaftlichem Wohlstand und Gleichberechtigung aufrechtzuerhalten. Daher müsse jede Demokratie über eine starke und funktionierende Mittelschicht verfügen, die verhindert, dass sich zu viel Macht in den Händen einiger weniger konzentriert. (Aristoteles hat bereits auf diesen Zusammenhang in der Demokratie hingewiesen).
In einer selbst verstärkenden Verbindung von Marktwirtschaft und Demokratie kam es im späten 20. Jahrhundert zu einem beispiellosen Siegeszug der Demokratien, der auf den gemeinsamen Grundsätzen der Rechtsstaatlichkeit, der Meritokratie und der Diskussionskultur beruhte. Mit der Marktwirtschaft kamen massive Veränderungen, von denen wohl die wichtigste die Organisation der Arbeiterklasse als politische Kraft war.
Martin Wolf:
"Märkte schützen vor einer übermäßigen Machtkonzentration durch den Staat, und die Demokratie schützt vor zu viel Reichtum und Macht in den Händen weniger, da sie die Interessen der Mehrheit wahrt."
Dieser fruchtbare Zusammenhang ist mittlerweile zerbrochen und hat die Krise des demokratischen Kapitalismus ausgelöst. Die Faktoren, die hierzu beigetragen haben, sind eine rasante Deindustrialisierung, steigende Ungleichheit, die Schwächung der Gewerkschaften, damit auch die der sozialdemokratischen Parteien, abnehmender Wettbewerb und der Aufstieg von Monopolen sowie eine unkontrollierte Globalisierung. Globalisierung ist ein Schlüsselfaktor für den Vormarsch antidemokratischer und populistischer Bewegungen. Nicht zuletzt ermöglichte die Globalisierung den nationalen Eliten, ihre politischen Führer zu ihren Gunsten zu beeinflussen, da sie sonst ihr Vermögen ins Ausland verlagern würden.
All dieses zusammengenommen führte zu einer Machtkonzentration in den Händen weniger, zum Verfall der Perspektiven der mittleren Arbeiterklasse, zu Abstiegsängsten, Statusängsten und politischem Zynismus, der von rechten Parteien in kulturelle und rassistische Ressentiments umgemünzt wurde.
Dieser Entwicklung sollte entgegengewirkt werden, in dem die Politik die Idee der Bürgerschaft fördert, in der die Menschen nicht nur als Konsumenten, Investoren oder Arbeiter gesehen werden, sondern als Bürger, die Loyalität zu demokratischen Werten zeigen und den Interessen der Menschen dienen.
Martin Hellwig zeigt sich skeptischer gegenüber der Vorstellung, dass sich die Eliten dem Gedanken der Gleichheit und der Achtung der Freiheit anderer verpflichtet sähen:
"Kapitalisten sind Menschen, die nach Macht streben und ihre Fähigkeit, untereinander zu handeln, nutzen, diese Macht zu erlangen, ohne Gleichheit und andere Regeln zu akzeptieren als jene, denen sie und die anderen Kapitalisten zugestimmt haben."

## Demokratiemessung
| Vollständige Demokratien 9,00–10,008,00–8,99 | Unvollständige Demokratien 7,00–7,996,00–6,99 | Hybridregime (Mischformen) 5,00–5,994,00–4,99 | Autoritäre Regime 3,00–3,992,00–2,991,00–1,990,00–0,99 |
| keine Daten                                  |                                               |                                               |                                                        |

Demokratieindex (The Economist) 2023

Die Frage, inwieweit Demokratie in den verschiedenen Staaten der Welt stattfindet bzw. ausgeprägt ist, wird von mehreren Institutionen anhand von Indizes untersucht und bewertet (Demokratiemessung). Da eine Demokratie in ihren verschiedenen Ausprägungen nicht unmittelbar messbar ist (Demokratie ist als ein gedanklicher Konstrukt aufzufassen), werden die besonderen Ausprägungen bzw. Merkmale einer Demokratie mittels Indizes bewertet (Operationalisierung). Die in den verschiedenen Erhebungsverfahren verwendeten Merkmale einer Demokratie unterscheiden sich jedoch teils erheblich und führen demgemäß auch zu unterschiedlichen Bewertungen der Demokratieeinstufung einzelner Staaten.
- Der Demokratieindex (The Economist) ist ein von der britischen Zeitschrift The Economist berechneter Index, der den Grad der Demokratie in 167 Ländern misst. Er basiert auf 60 Fragen, wobei die meisten Antworten Expertenurteile sind, einige basieren auf öffentlichen Umfragen in den einzelnen Ländern. Die Länder-Liste ist in Gruppen eingeteilte (für das Jahr 2023), in vollständige Demokratien (von 1 bis 24), in unvollständige Demokratien (von 25 bis 72), in Hybridregime (Mischformen aus Demokratie und autoritärem Regime) (von 74 bis 108) und in autoritäre Regime (ugs. Diktatur) (von 109 bis 167).

- Die umfangreichste Erhebung wird vom schwedischen Institut Varieties of Democracy (V-Dem) der Universität Göteborg im Demokratieindizes (V-Dem) durchgeführt, sie umfasst ab 2022 insgesamt 483 eigene Indikatoren sowie 59 weitere Indikatoren, angewendet auf 202 Staaten. Jeder Indikator wird unabhängig von mindestens fünf Länderexperten kodiert.[20] Viele andere Organisationen nutzen den V-Dem Datensatz, so die Weltbank für die Bewertung Korruptionskontrolle und Rechtsstaatlichkeit.

- Freedom House ist eine internationale Nichtregierungsorganisation mit Sitz in Washington, D.C., deren Ziel es ist, liberale Demokratien weltweit zu fördern. Seit 1973 erstellt es einen jährlichen Bericht, Freedom in the World, in dem sie den Grad an Demokratie und Freiheit in Nationen auf der ganzen Welt bewertet. Für jedes Land erfolgt die numerische Bewertungen nach sieben Indikatoren: Nationale demokratische Regierungsführung, Wahlprozess, Zivilgesellschaft, unabhängige Medien, lokale demokratische Regierungsführung, justizieller Rahmen und Unabhängigkeit sowie Korruption.

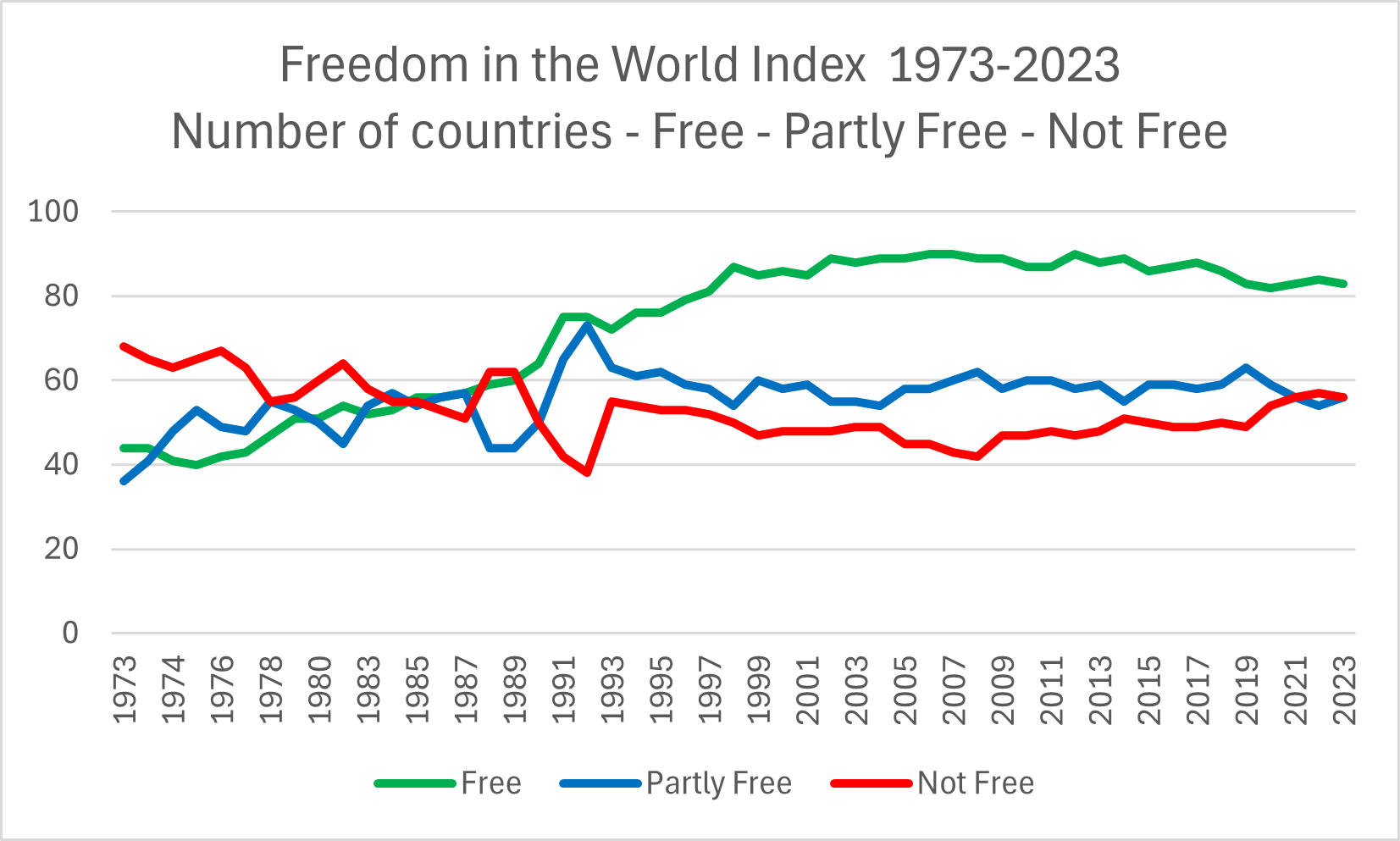
Index 1973–2023: Anzahl der freien, teilweise freien und unfreien Länder

Zu Beginn der Demokratiebewertung der Länder durch Freedom House, Anfang der 1970er Jahre, überwog der Anteil autokratischer Staaten die der liberalen Staaten. Die folgenden, bis in die 1990er Jahre waren geprägt von einem globalen Trend hin zu mehr Demokratie. Der Zusammenbruch der Sowjetunion und das Ende des Kalten Krieges schufen ein günstiges internationales Klima für demokratische Bewegungen in Europa und ermöglichten vielen Ländern demokratische Strukturen zu etablieren, wie in Polen, Tschechoslowakei, Ungarn, in der DDR zur Wiedervereinigung mit der Bundesrepublik Deutschland, die Balkanstaaten, Slowenien und Kroatien, die Baltischen Staaten, Estland, Lettland und Litauen, in Lateinamerika, Chile und Argentinien.
In der Länderbewertung 2023 belegen die skandinavischen Länder, Norwegen, Schweden und Dänemark als parlamentarisch-demokratische Monarchien und Finnland als parlamentarische Republik in den verschiedenen Länder-Rankings die oberen Plätze, gefolgt von der Schweiz als föderaler Bundesstaat, mit dem besonderen Element der direkten Demokratie. Danach folgen Länder mit einer langen Demokratie-Historie, wie das Vereinigtes Königreich und die Vereinigten Staaten von Amerika.
|                        | Freedom House Gesamt-Score | Demokratieindex (The Economist) | Demokratieindizes (V-Dem) Liberale Demokratie |
| ---------------------- | -------------------------- | ------------------------------- | --------------------------------------------- |
| Länder                 | Index (2023)               | Index / Rang (2023)             | Index (2023)                                  |
| Norwegen               | 100                        | 9,81 / 1                        | 0,836                                         |
| Schweden               | 100                        | 9,39 / 4                        | 0,852                                         |
| Finnland               | 100                        | 9,3 / 5                         | 0,82                                          |
| Dänemark               | 97                         | 9,28 / 6                        | 0,883                                         |
| Schweiz                | 96                         | 9,14 / 8                        | 0,844                                         |
| Deutschland            | 94                         | 8,8 / 12                        | 0,812                                         |
| Vereinigtes Königreich | 91                         | 8,28 / 18                       | 0,772                                         |
| Italien                | 90                         | 7,69 / 34                       | 0,757                                         |
| Frankreich             | 89                         | 8,07 / 23                       | 0, 81                                         |
| Vereinigte Staaten     | 83                         | 7,85 / 29                       | 0,772                                         |

### Kritik
Die Indizes bilden Experteneinschätzungen von Wissenschaftlern ab, die teilweise vom Empfinden der Bevölkerung abweicht.